# هندو ماهاسابها
هندو ماهاسابها (انگلیسی: Hindu Mahasabha)، یک حزب سیاسی ملی‌گرای هندو در هند است.
ماهاسابها که در سال ۱۹۱۵ توسط مادان موهان مالاویا تأسیس شد، عمدتاً به عنوان یک گروه فشار که از منافع هندوهای ارتدوکس قبل از راج بریتانیا از درون کنگره ملی هند عمل می‌کرد.